# .tr
.tr je internetová národní doména nejvyššího řádu pro Turecko a Severní Kypr, pro který se používá doména druhého řádu .nc.tr, jelikož pro tuto část Kypru nebyla stanovena vlastní ccTLD.